# محطة سكك حديد فوصوليا

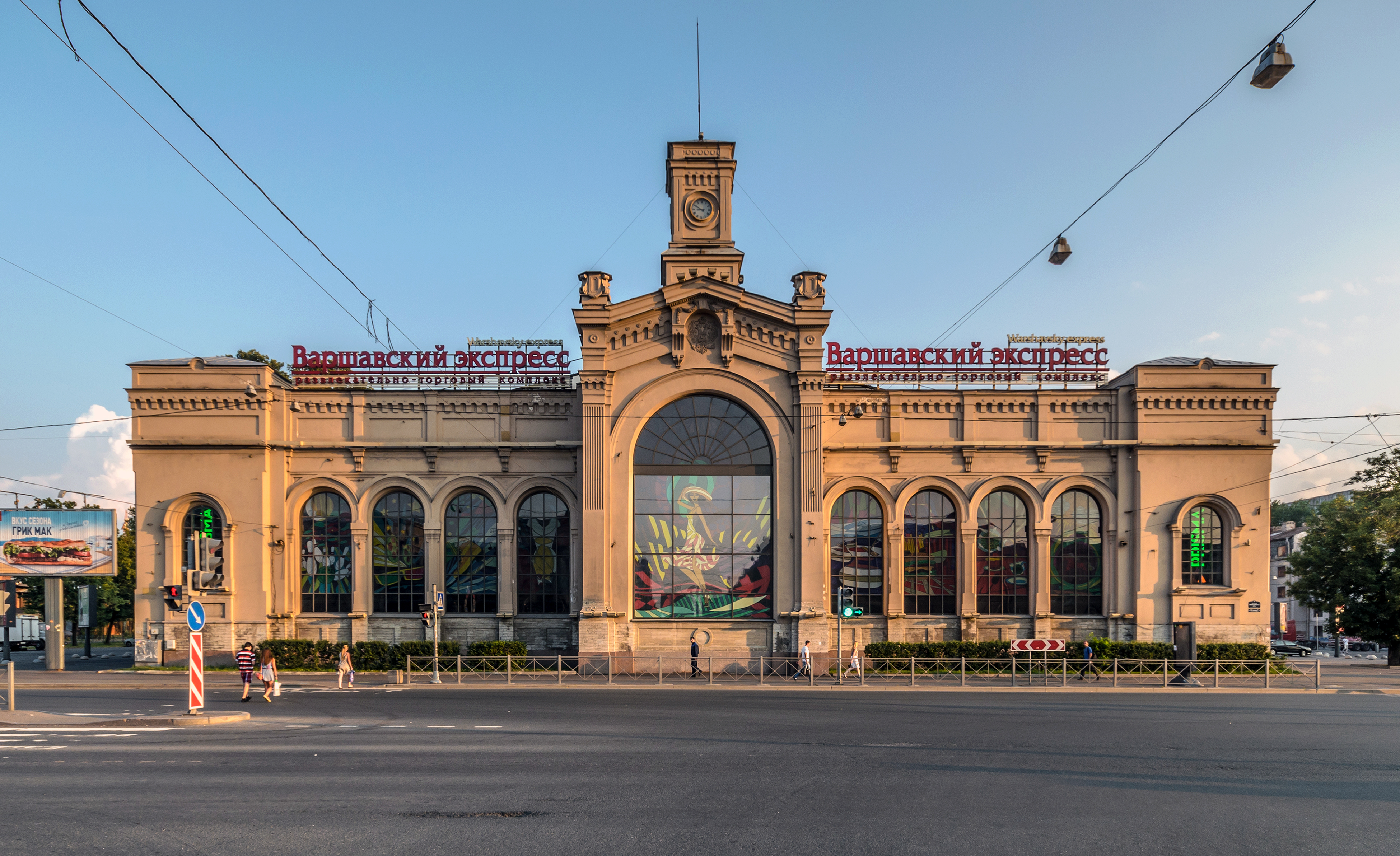
واجهة محطة السكك الحديدية السابقة

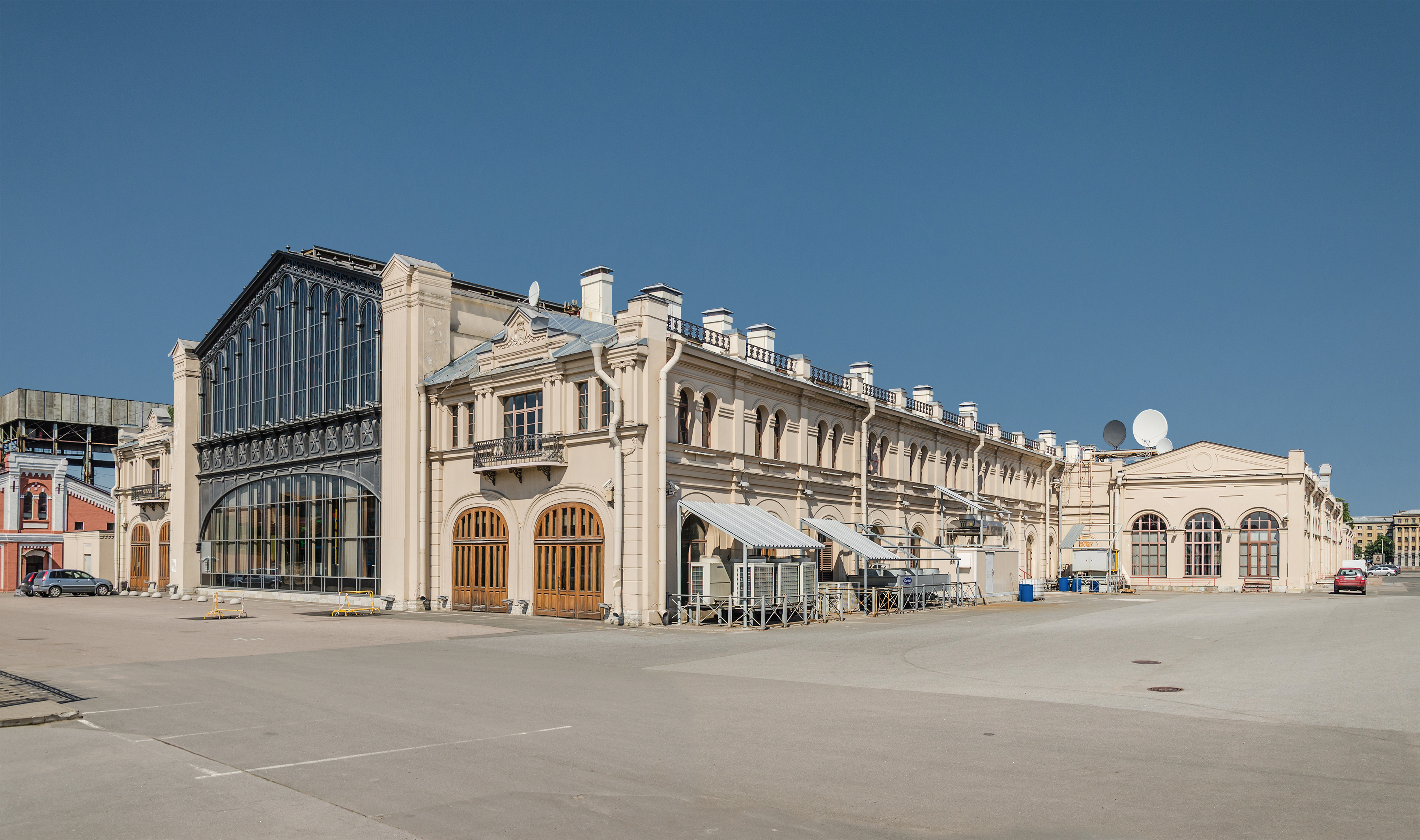
المحطة بالعرض

محطة السكك الحديد في فوصوليا (بالروسية: Варша́вский вокза́л) كانت محطة سكك حديدية لنقل الركاب مقرها في سانت بطرسبرغ في روسيا، أما الآن فهي موطن متحف مركزي للسكك الحديدية.

## التاريخ
بُنِيَت المحطة الأساسية في عام 1851 للحصول على خط سكك حديدية، وأُنجِز المشروع في عام 1858، حيث كانت المحطة من المدينة إلى مقر القيصر في غاتتشينا. ومُدِّد الخط إلى بسكوف في عام 1859 وإلى فوصوليا في عام 1862، والتي كانت في ذلك الوقت جزءًا من الكونغرس البولندي والإمبراطورية الروسية. وفُرِّعَ من الخط الرئيس خطوط أخرى إلى الحدود البروسية في فيرباليس (يُطلَق عليها الآن ليتوانيا) حيث يربط سانت بطرسبرغ بعواصم أخرى في أوروبا. وقد صمَّم البناية بيوتر سالمونوفش بين عامي 1857 و1860 وجعله خليطًا من الأنماط التاريخية. وفي عام 2001، أُغلِقت المحطة، وأصبحت متحفًا للسكك الحديدية تحتوي على أكثر من 80 معروضة من المحركات البخارية والقاطرات الكهربائية والديزلية.

## معرض لصور المتحف
هنا صور لبعض القاطرات المعروضة في متحف محطة السكك الحديد في فوصوليا التابع لروسيا الاتحادية:

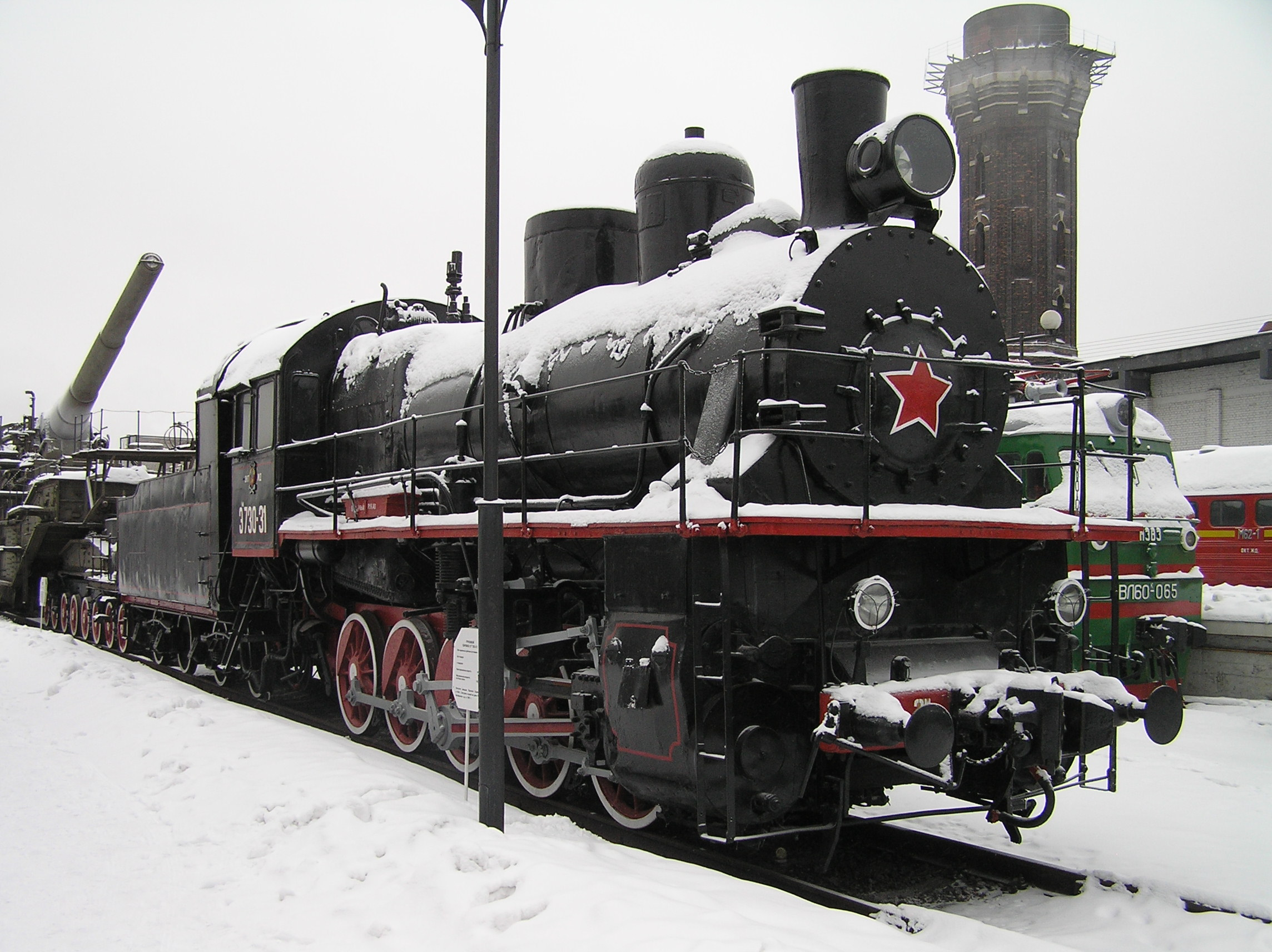
القاطرة ياء ميم 730 31 طراز 0-10-0
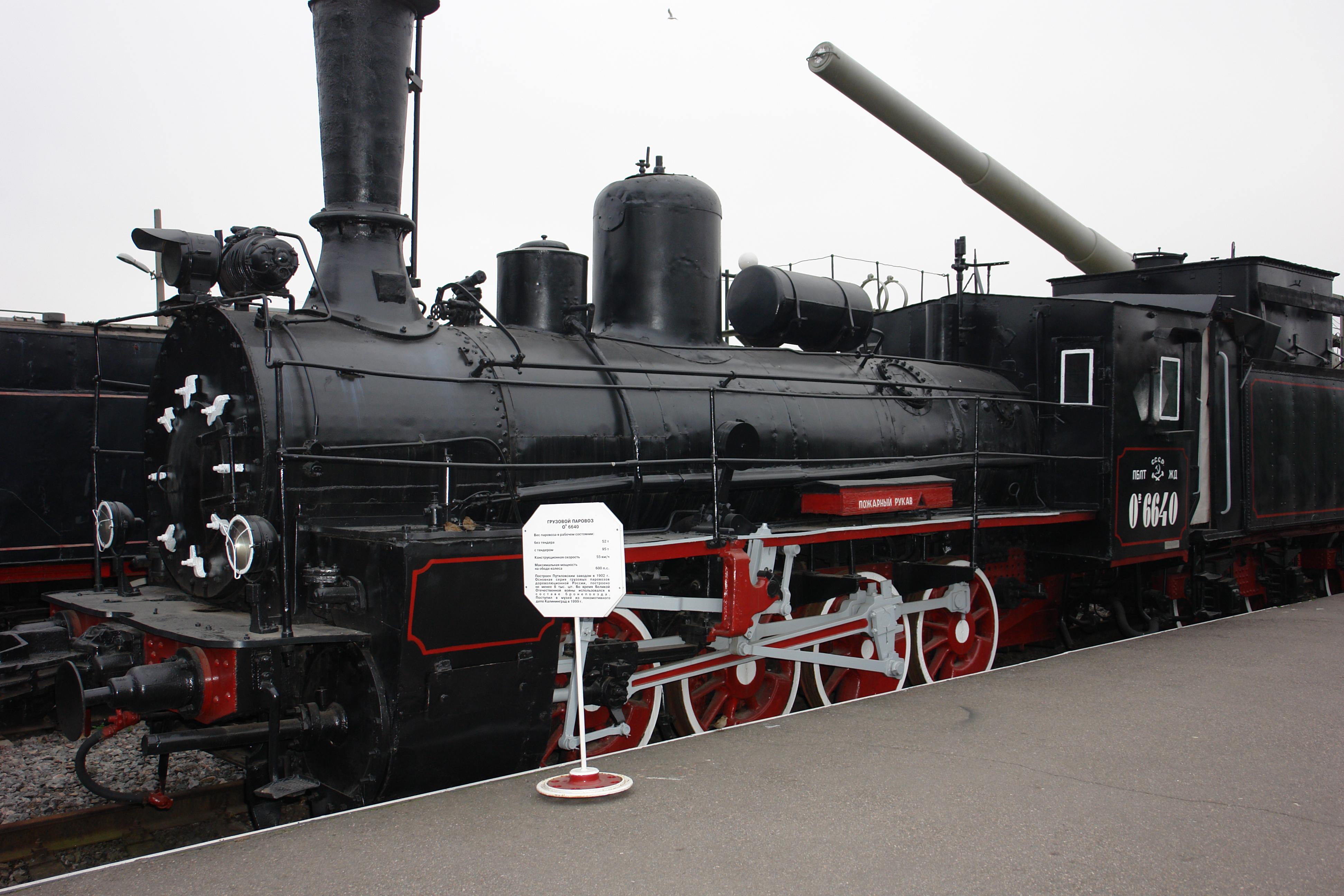
القاطرة الروسية طراز واو واو فاء 6640
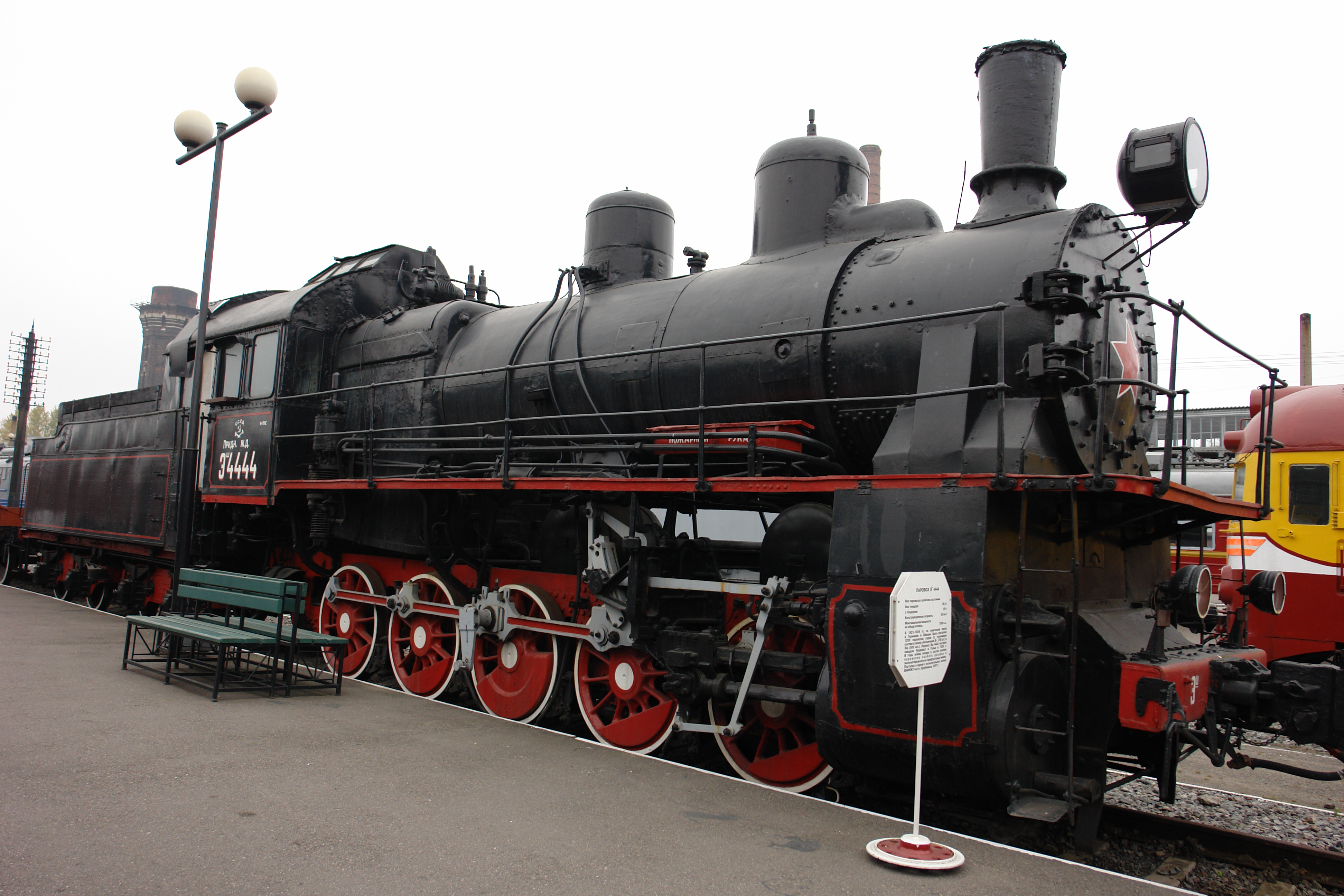
القاطرة ياء شين 4444 طراز 0-10-0
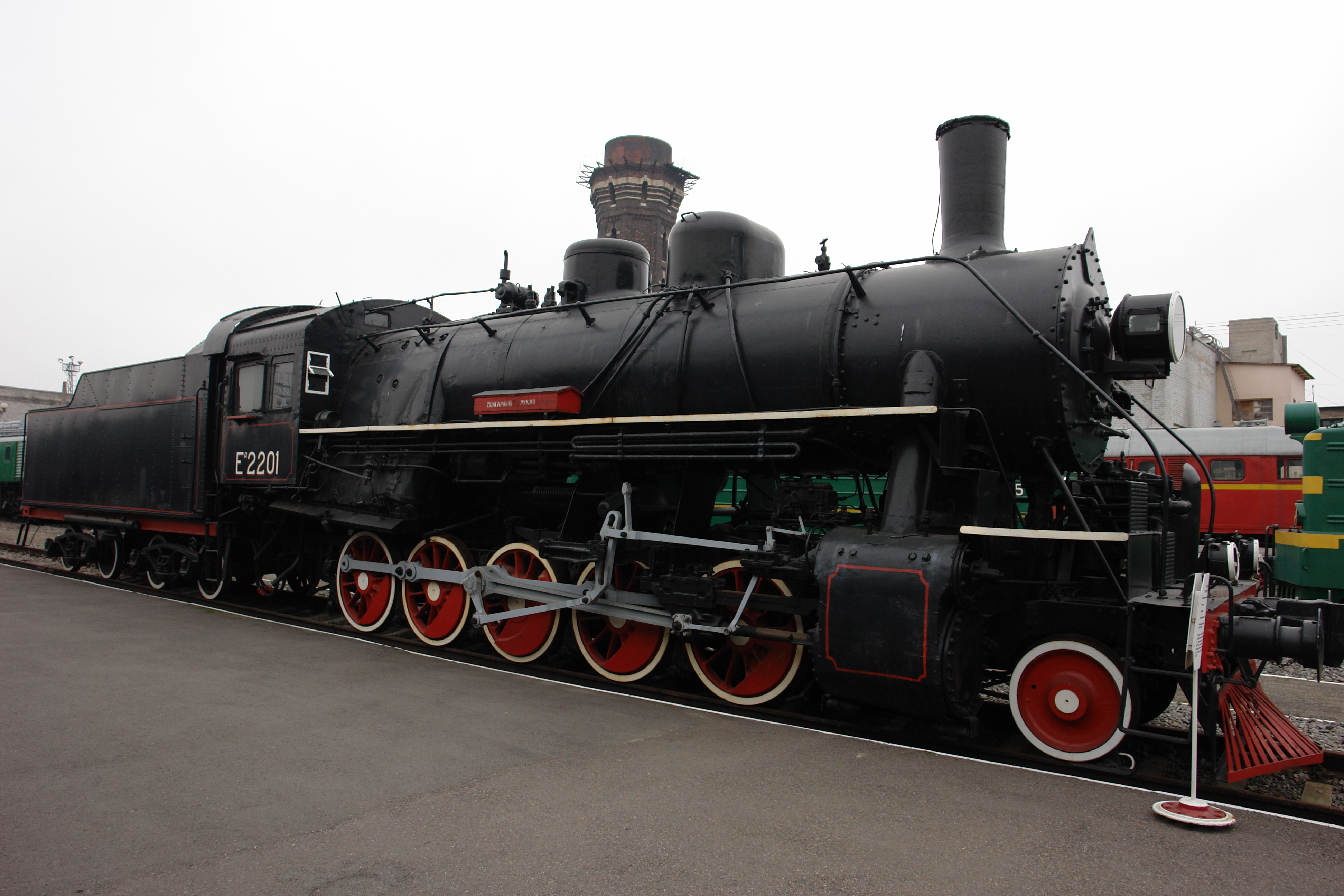
القاطرة الروسية طراز ياء ألف 2201
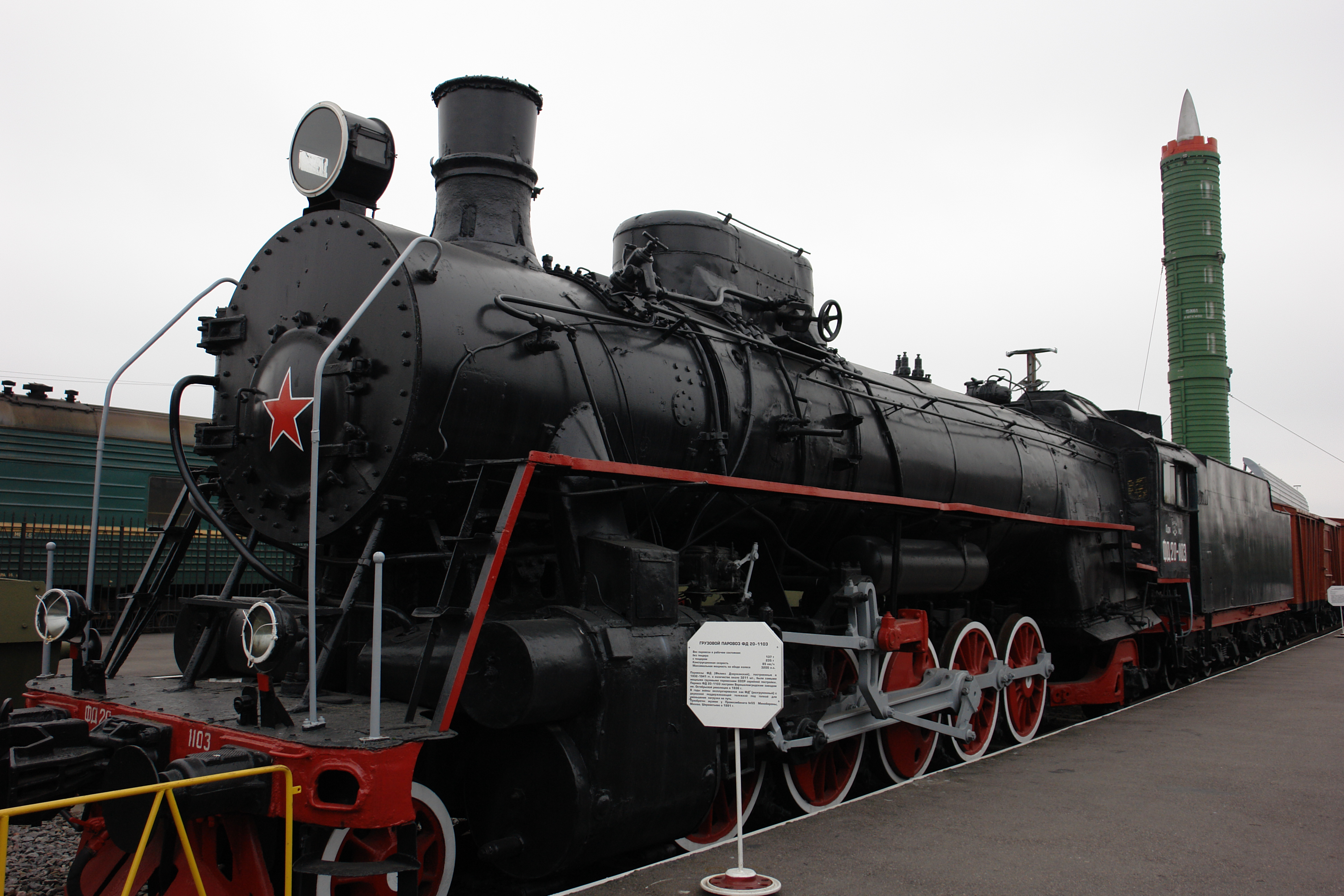
القاطرة الروسية طراز فاء دال 20-1103
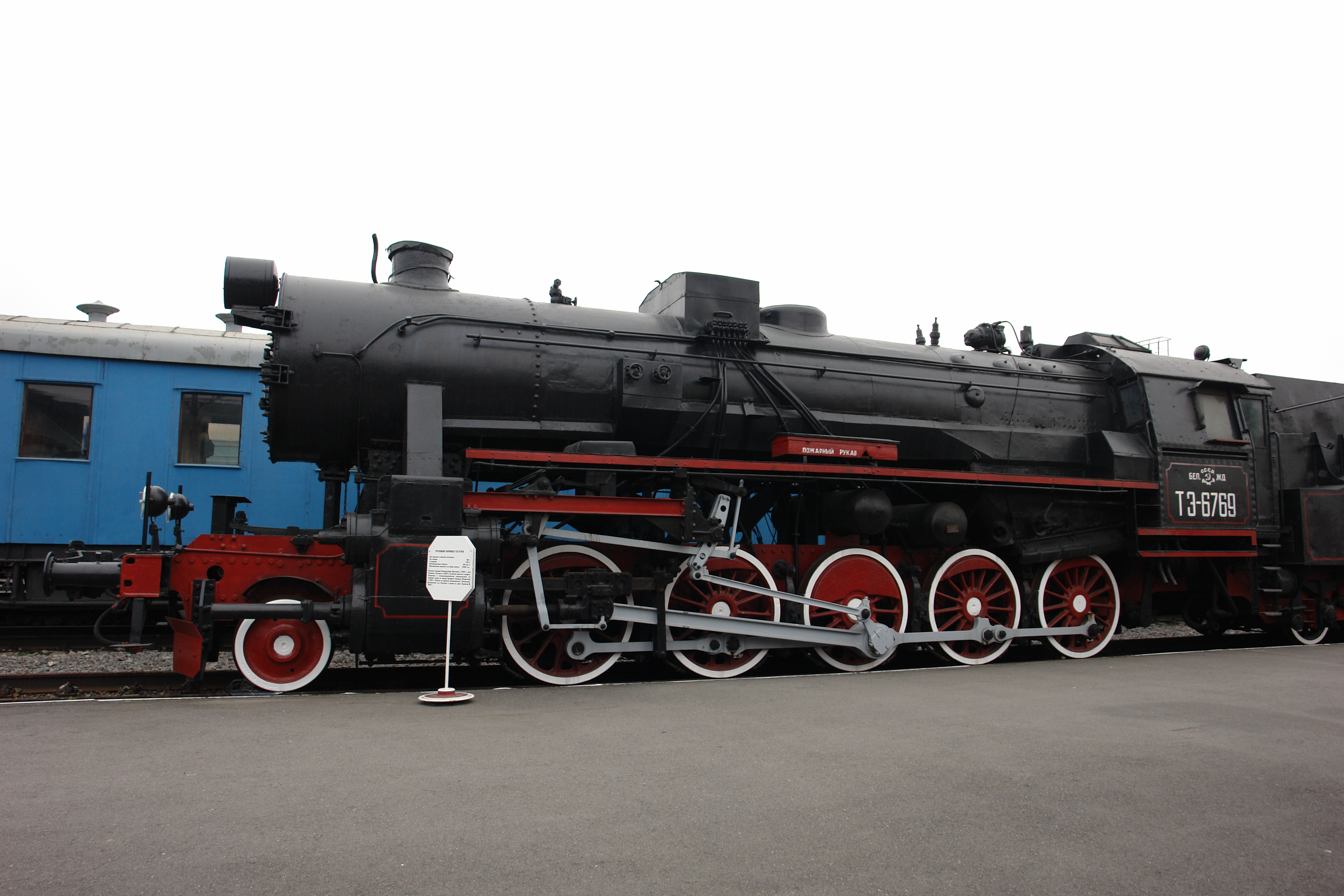
القاطرة الروسية 0-10-2 طراز تاء ياء 6769
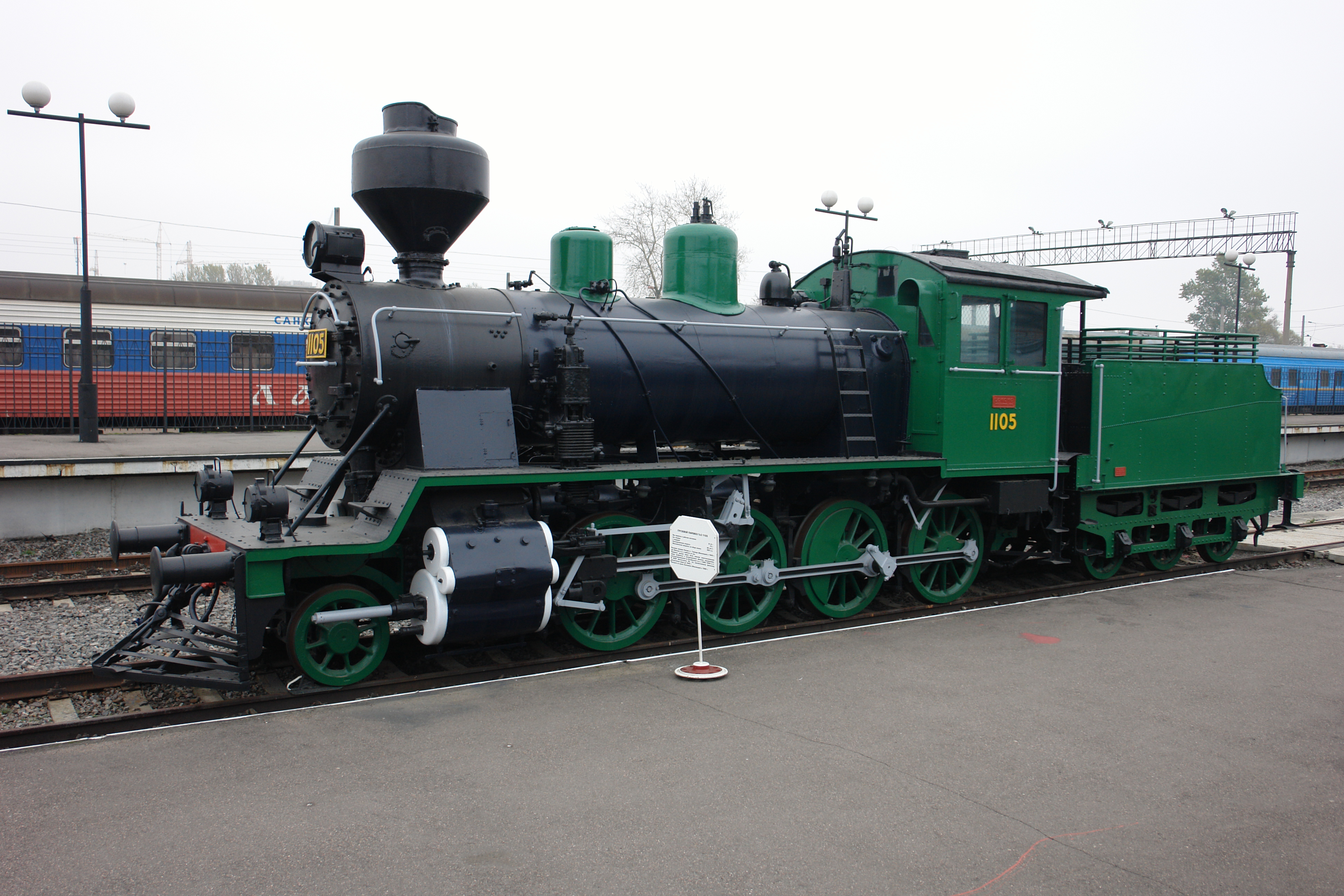
القاطرة فاء راء من طراز تاء كاف الثالثة 1105 2-8-0
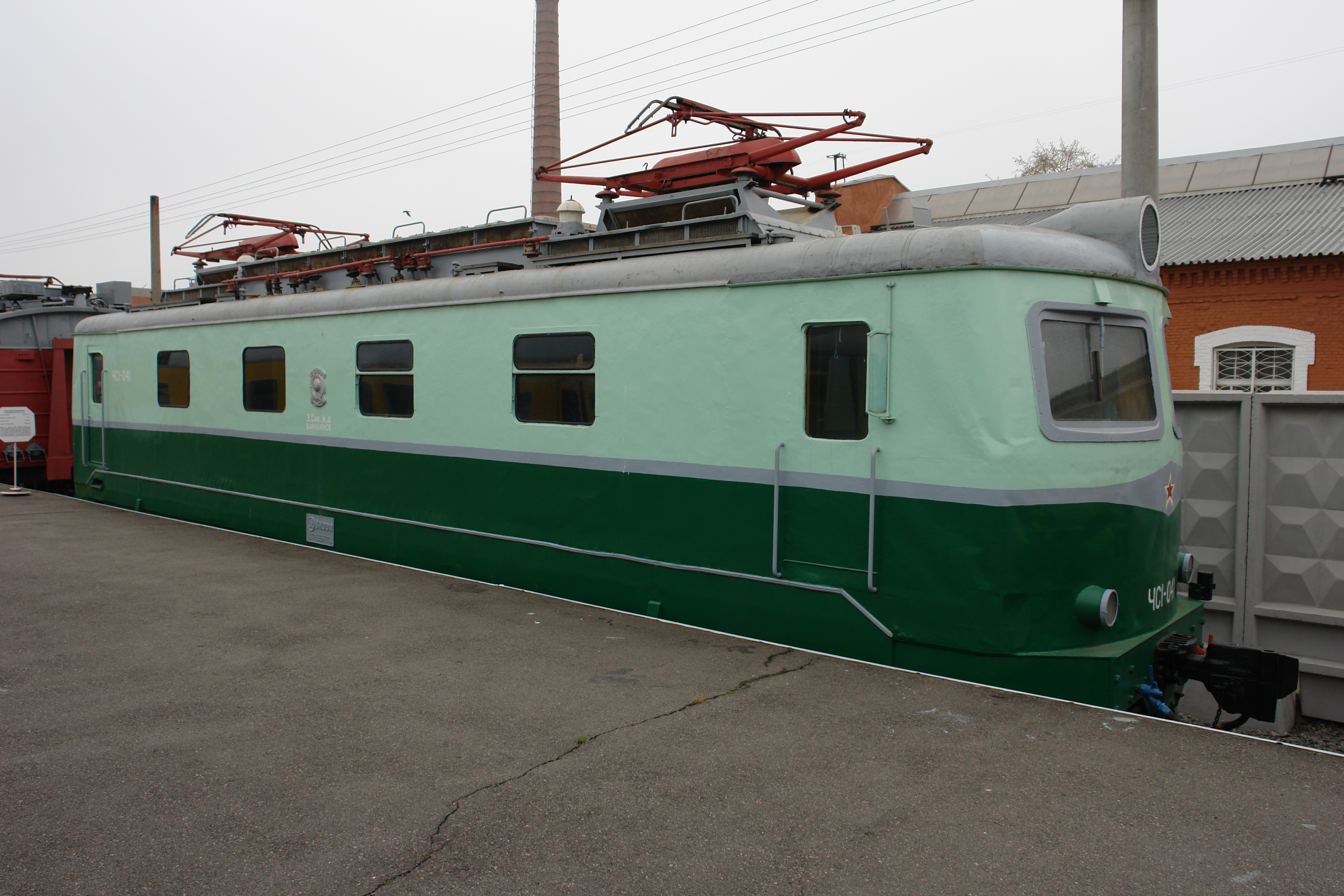
القاطرة كاف هاء سين 1-041
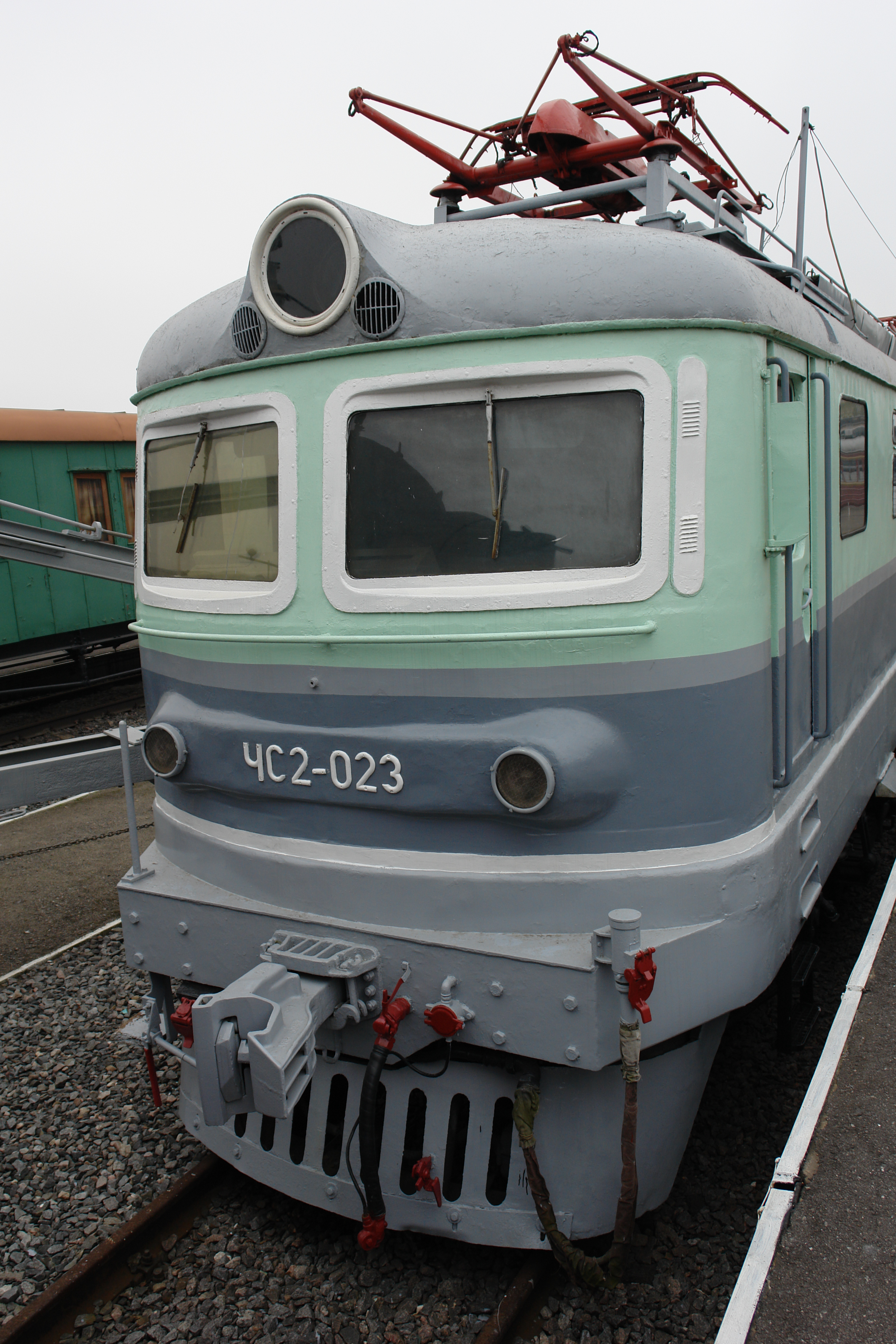
القاطرة كاف هاء سين 2-023
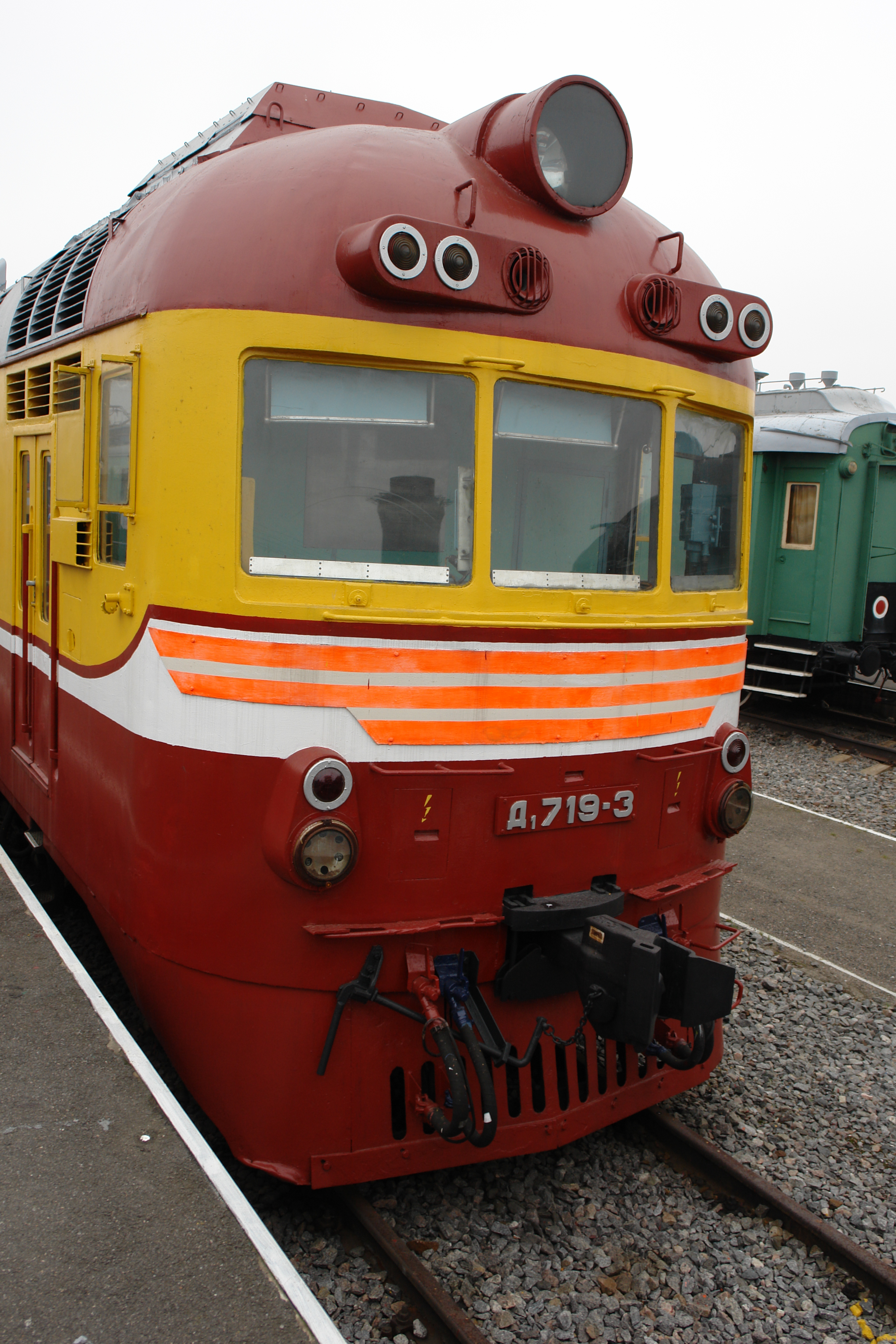
قاطرة الوحدة المتعددة دال 1 طراز دال 1 719-3
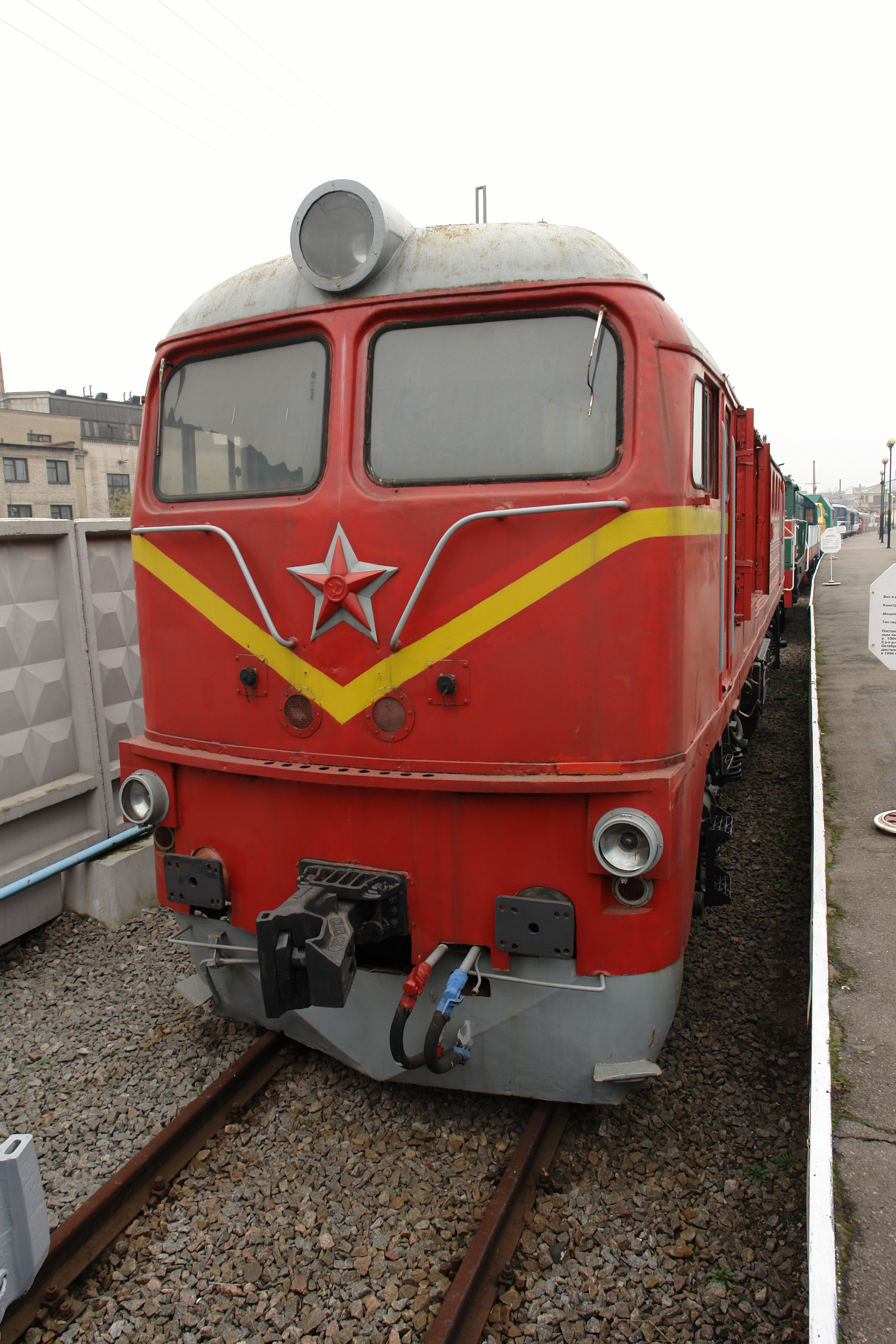
القاطرة ميم 62 طراز ميم 1-62
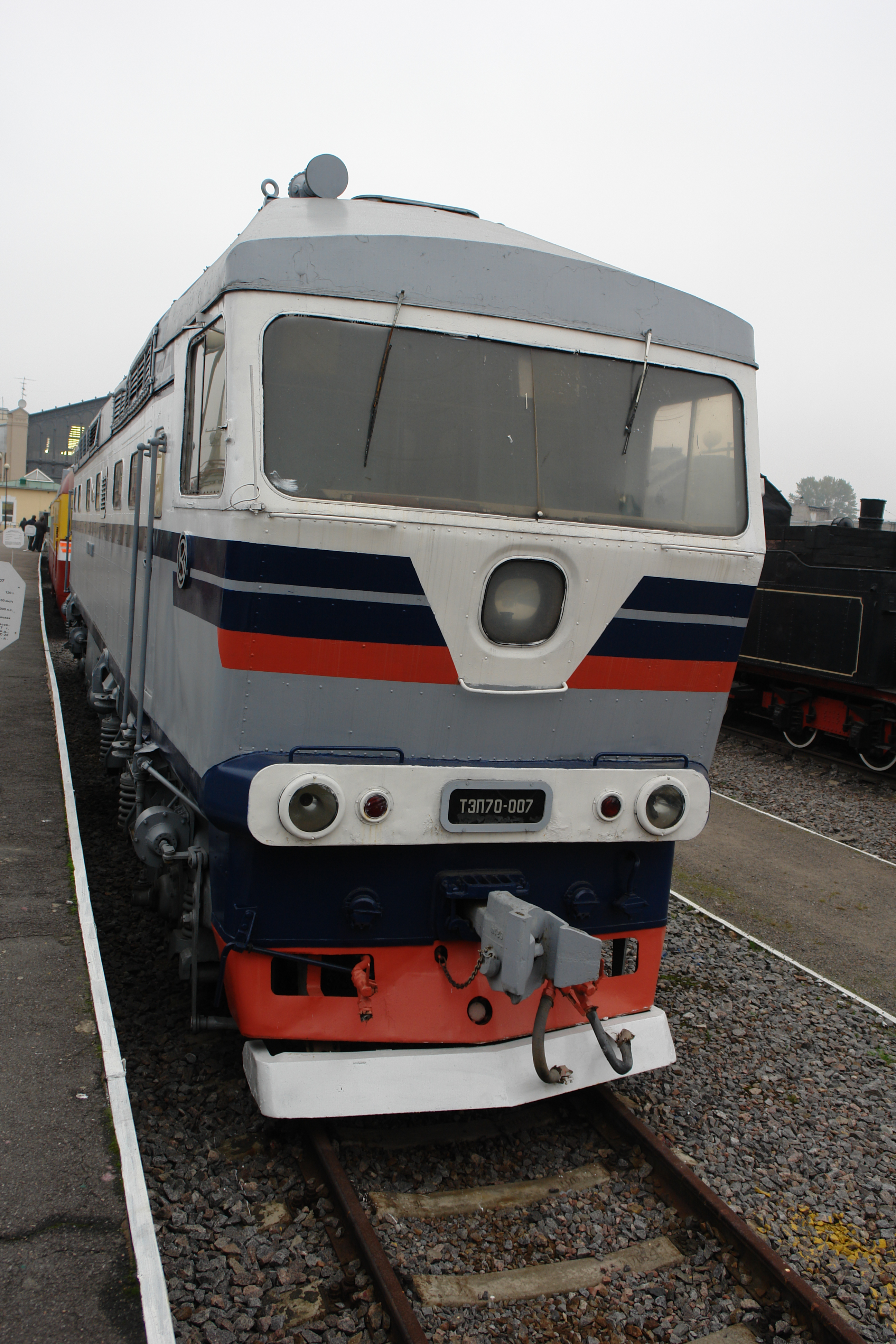
القاطرة تاء ياء باء 70-0007
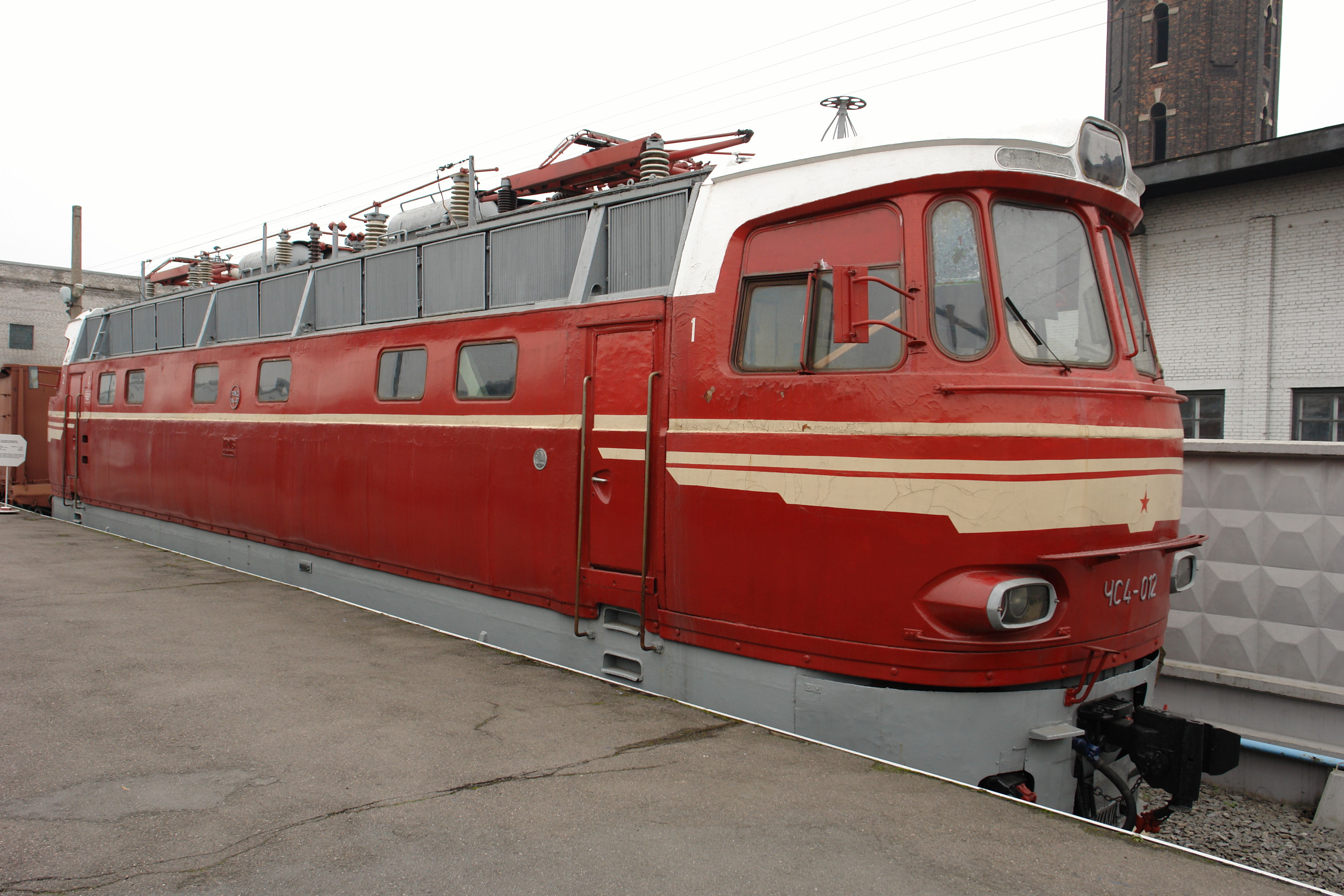
القاطرة كاف هاء سين 4-012
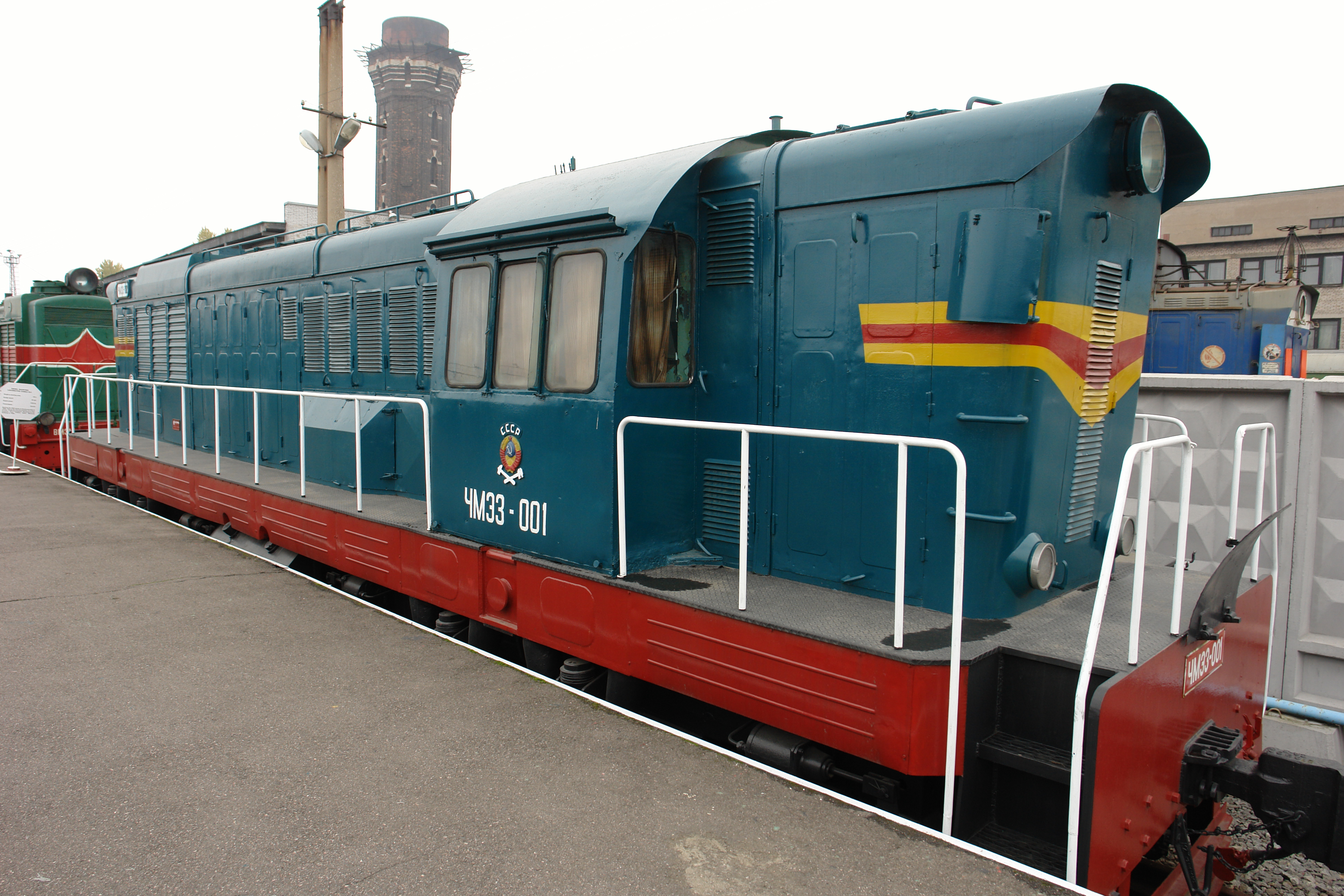
القاطرة كاف هاء ميم ياء 3-001 وهي أول قاطرة من فئتها (طرازها)
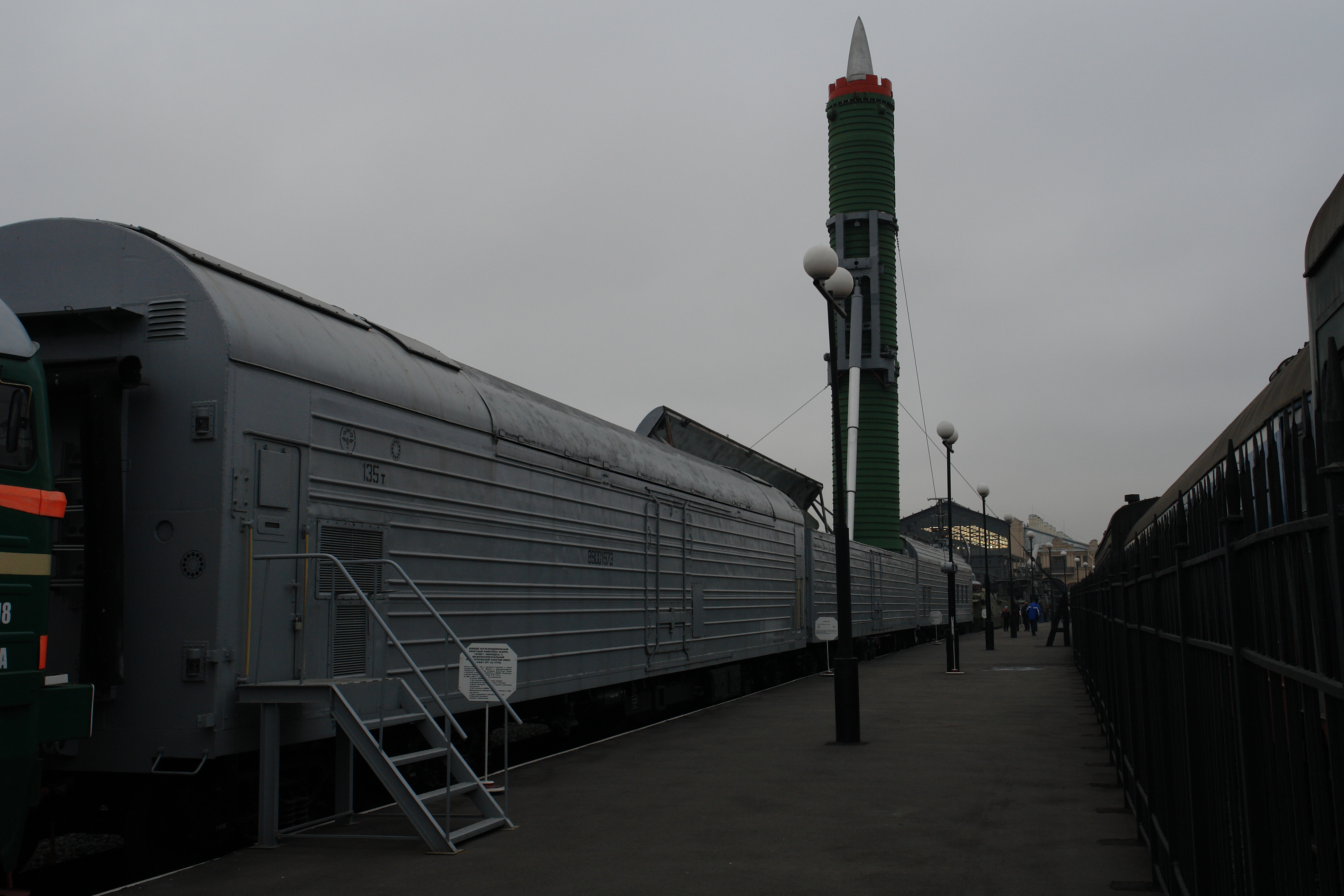
القاطرة الوحيدة التي تستخدم النظام الصاروخي مدلست راء تاء 23
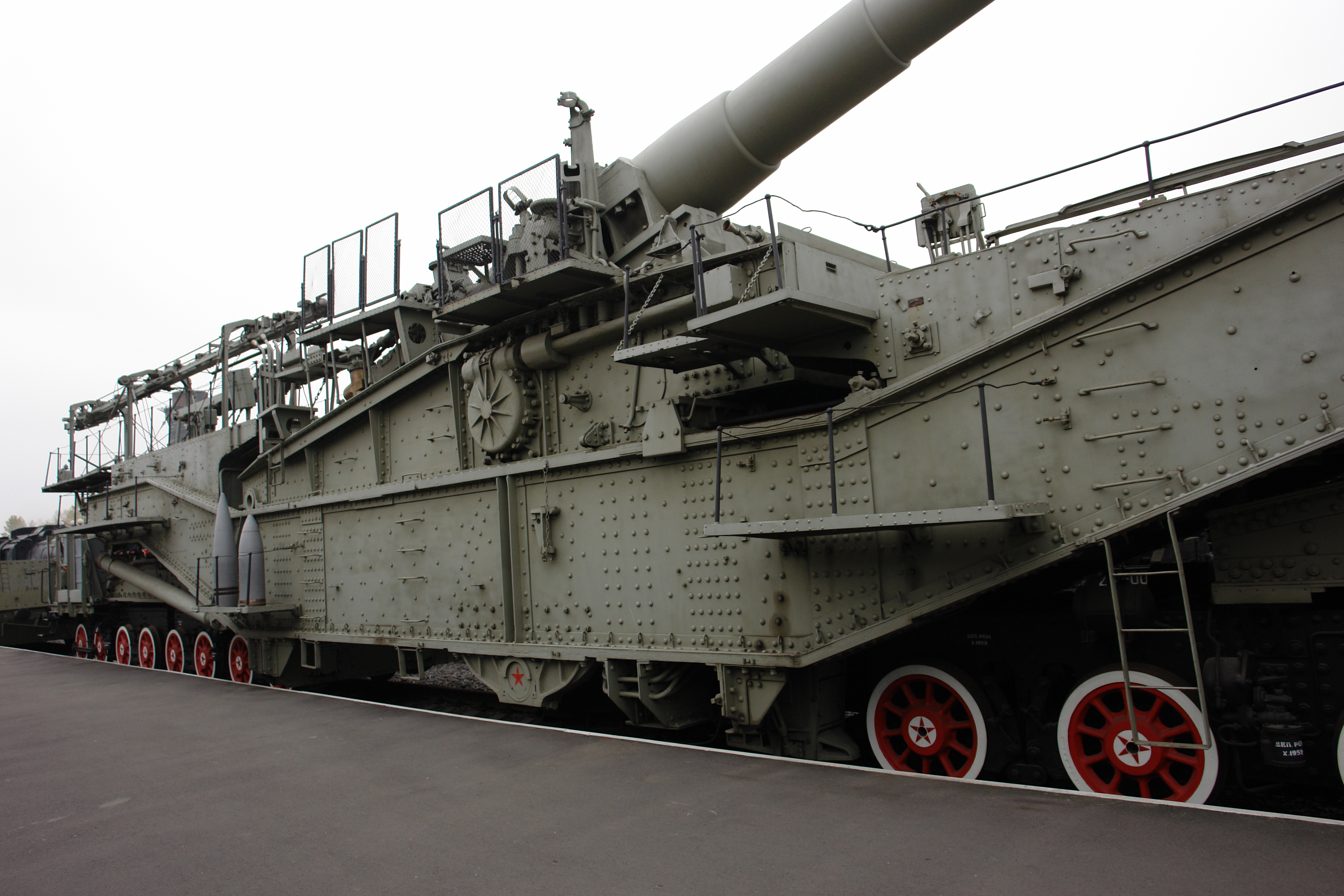
القاطرة ميم كاف 3-12
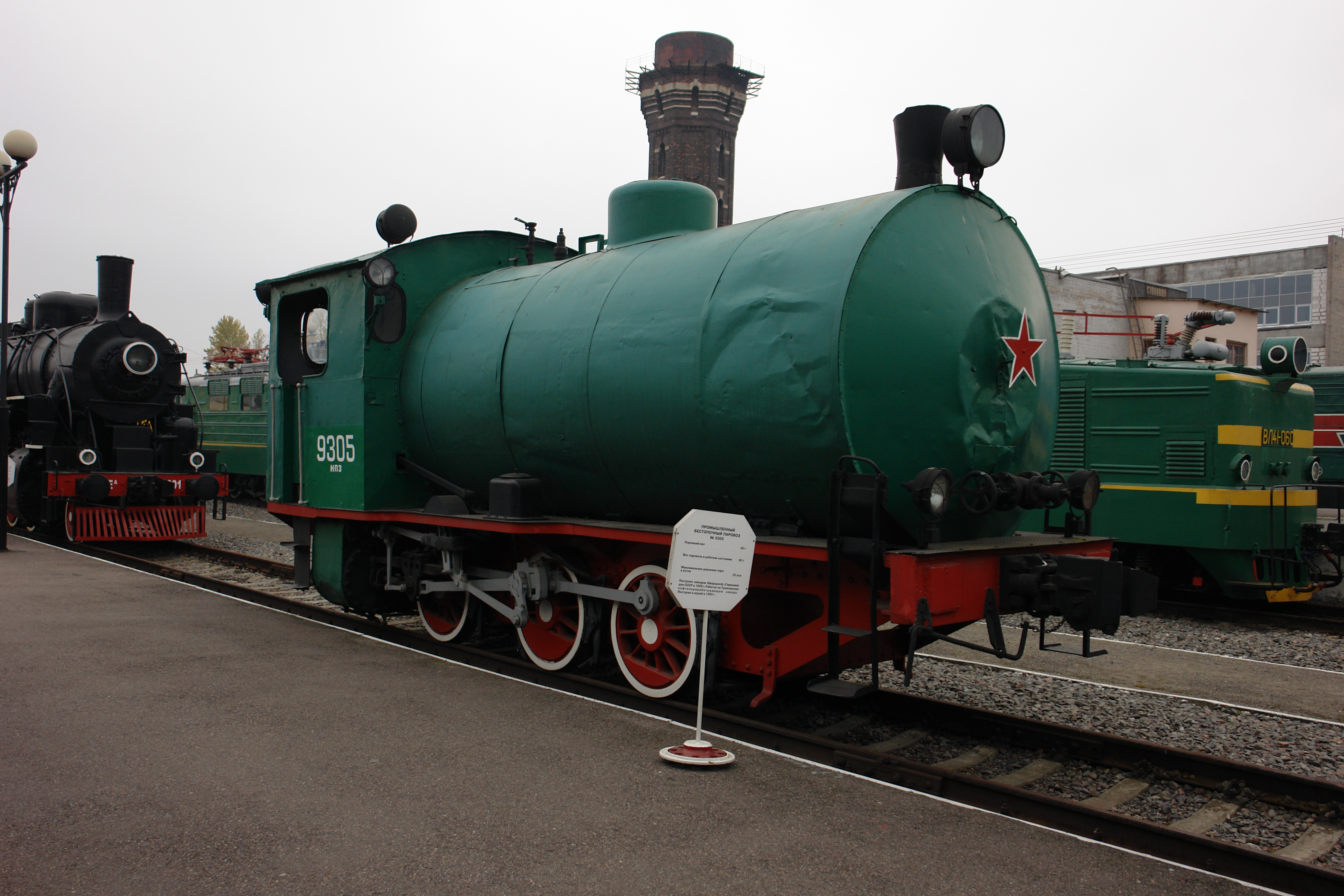
القاطرة ذات الرقم 9305، صنعها ماشيل فبريكير وتستخدم محركات ترددية